# NGC 3428
NGC 3428 је спирална галаксија у сазвежђу Лав која се налази на NGC листи објеката дубоког неба.
Деклинација објекта је + 9° 16' 45" а ректасцензија 10h 51m 29,5s. Привидна величина (магнитуда) објекта NGC 3428 износи 13,2 а фотографска магнитуда 14,0. NGC 3428 је још познат и под ознакама NGC 3429, UGC 5968, MCG 2-28-22, CGCG 66-45, PGC 32552.